# 不来梅大学

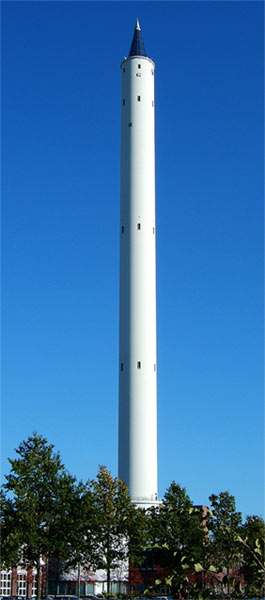
Fallturm Bremen

不来梅大学（德語：Universität Bremen）是德国不来梅的一所公立大学。它的前身是建于1584年的不来梅拉丁学校。1610年成为教授法学、医学、哲学的专门大学，直到1810年。1811年在拿破仑统治时期称为法兰西不来梅大学。1948年改为不来梅国际大学。1971年作为改革大学正式更名为不来梅大学，成为德国当今学科最多，研究机构最全的高等学府之一。

## 历史
不来梅大学拥有18000名注册学生，科学研究人员1630名，其他工作人员1100名。是一座名副其实的世界级大学。该大学最突出的是工业工程，数字媒体，物理学，数学，微生物学，地球科学（特别是海洋地球科学）和法律（尤其是欧洲法），这些专业享有很高的声誉。不莱梅大学海洋地质专业是德国自然科学基金重点建设科研示范点。全球海洋钻探项目（ODP和IODP）中的三分之一及欧洲区负责的大西洋及北冰洋钻井样品全部存放于不来梅大学。另外两个点及印度洋和太平洋部分，分别在美国和日本。另外，MPI马普海洋微生物研究所也在不莱梅大学。
自1996年以来，不来梅大学成为德国有名的7所大学之一，它积极参与大学的管理与改革，注重大学间在教学与研究方面的合作。不来梅大学已经成为德国西北部的科研中心。为了表彰该大学在科学，政治，商业和文化领域的成绩，德国研究协会（DFG）授予不来梅“Stadt der Wissenschaft 2005”（City of Science of 2005，2005年科学城）。
2006年初全德最权威的学术机构德国研究协会（DFG）和科学委员会于在波恩正式推出德国大学排行精英榜最终结果，前十名依次是亚琛工业大学、柏林自由大学、不来梅大学、海德堡大学、弗莱堡大学、卡尔斯鲁厄大学、慕尼黑大学、慕尼黑工业大学、图宾根大学和维尔茨堡大学。不来梅大学，DFG将之评选进入十大，从很大意义上肯定了该大学近年来改革迎头赶上的成绩。根据计划，从2007年到2011年，联邦和州政府将投入19亿欧元用于大学教育和科研，其中75％资金由联邦政府提供，25％由各州政府提供。这些资金除了资助“精英大学”外，还将资助一些技术学院和科研中心。
“精英大學”（Elite-Uni/Exzellenzinitiative）计划不是为了简单地推选德国最佳大学，而是有三个不同的促进领域：研究生院（Graduiertenschulen）、精英集群（Exzellenzcluster）和未来构想（Zukunftskonzepte）。研究生院主要针对学术后备人才，例如让博士生获得最佳科研条件；精英集群是为了让德国大学与大学外的研究所、应用科技大学以及经济界合作，建立起国际性的研究与培训机构。在第三个领域的资助旨在扩大大学顶尖科研的未来构想，来进一步增强精英大学的科研特色。要成为“精英大学”，必须至少拥有一个“研究生院”、一个“精英集群”和一个“未来构想”入选。不来梅大学研究生院入选了第一轮获奖的研究生院和精英集群。2012年被DFG授予精英大学称号。
在不来梅大学中1575名外国留学生，他们来自世界五大洲的许多国家。不来梅大学与中国的山东大学，同济大学有学术交流。

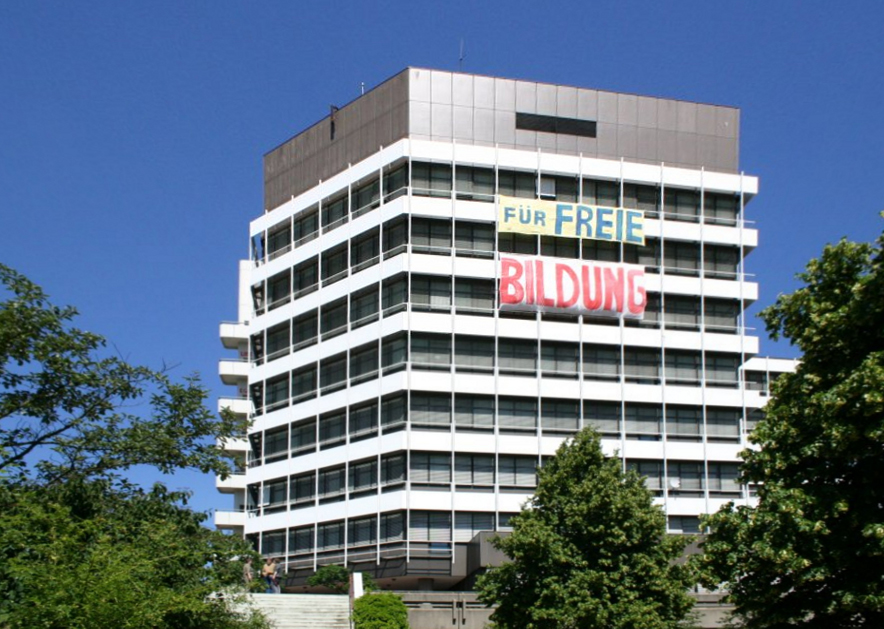

## 院系
不来梅大学共有12个学院
1. 物理与电子工程学院
2. 生物/化学院
3. 数学/计算机科学院
4. 机械工程学院
5. 地质科学院
6. 法学院
7. 经济与管理学院（商学院）
8. 社会科学学院
9. 文化研究学院
10. 语言与文学院
11. 人类与卫生学院
12. 教育学院